# 宇野町
宇野町（うのちょう）は岡山県児島郡にあった町。現在の玉野市宇野地区と田井にあたる。

## 歴史
- 1906年（明治39年）4月1日 - 玉野村の一部（宇野）と田井村の一部が合併して宇野村が発足。宇野・田井の2大字を編成[1]。
- 1909年（明治42年） - 宇野港築港の大事業が完成[1]。
- 1910年（明治43年）6月12日 - 宇野線が開通し、宇野－高松間の宇高連絡航路も就航開始。
- 1919年（大正8年）1月1日 - 宇野村が町制施行して宇野町となる。
- 1940年（昭和15年）8月3日 - 宇野町と日比町が合併して玉野市が発足。同日宇野町廃止。

## 交通

### 鉄道
- 宇野線：備前田井駅 - 宇野駅

### 港湾
- 宇野港